# 슈퍼주니어-M
슈퍼주니어-M(Super Junior-M)은 대한민국의 아이돌 그룹 슈퍼주니어의 유닛 그룹이다. 2008년 《迷 (Me)》로 데뷔하였다.

## 구성원
| 이름 | 사진 | 소개 |
| ---- | ---- | --- |
| 시원 |      | - 본명 : 최시원 (崔始源) - 생년월일 : 1987년 2월 10일(38세) - 출생지 : 대한민국 서울특별시 - 포지션 : 리더, 서브보컬 - 활동기간 : 2005년 11월 6일 ~ 현재                                   |
| 은혁 |      | - 본명 : 이혁재 (李赫宰) - 생년월일 : 1986년 4월 4일(39세) - 출생지 : 대한민국 경기도 고양시 - 포지션 : 메인래퍼, 메인댄서, 서브보컬 - 활동기간 : 2005년 11월 6일 ~ 현재                   |
| 조미 |      | - 본명 : 조미 (중국어 간체자: 周觅, 정체자: 周覓, 한자음: 주멱) - 생년월일 : 1986년 4월 19일(39세) - 출생지 : 중국 후베이 성 우한시 - 포지션 : 리드보컬 - 활동기간 : 2008년 4월 8일 ~ 현재 |
| 동해 |      | - 본명 : 이동해 (李東海) - 생년월일 : 1986년 10월 15일(38세) - 출생지 : 대한민국 전라남도 목포시 - 포지션 : 리드보컬, 리드래퍼, 리드댄서 - 활동기간 : 2005년 11월 6일 ~ 현재               |
| 려욱 |      | - 본명 : 김려욱 (金厲旭) - 생년월일 : 1987년 6월 21일(37세) - 출생지 : 대한민국 인천광역시 - 포지션 : 메인보컬 - 활동기간 : 2005년 11월 6일 ~ 현재                                         |
| 규현 |      | - 본명 : 조규현 (曺圭賢) - 생년월일 : 1988년 2월 3일(37세) - 출생지 : 대한민국 서울특별시 - 포지션 : 메인보컬 - 활동기간 : 2006년 5월 27일 ~ 현재                                          |

### 이전 구성원
| 이름 | 사진 | 소개 |
| ---- | ---- | --- |
| 한경 |      | - 본명 : 한긍 (중국어 간체자: 韩庚, 정체자: 韓庚, 한자음: 한경) - 생년월일 : 1984년 2월 9일(41세) - 출생지 : 중국 헤이룽장 성 무단장 시 - 활동기간 : 2005년 11월 6일 ~ 2009년 12월 22일                                                |
| 헨리 |      | - 본명 : 류셴화 (중국어 간체자: 刘宪华, 정체자: 劉憲華, 한자음: 류헌화) - 생년월일 : 1989년 10월 11일(35세) - 출생지 : 캐나다 온타리오 주 토론토 - 포지션 : 메인댄서, 리드보컬, 서브래퍼 - 활동기간 : 2008년 4월 8일 ~ 2018년 4월 29일 |
| 성민 |      | - 본명 : 이성민 (李晟敏) - 생년월일 : 1986년 1월 1일(39세) - 출생지 : 대한민국 경기도 고양시 - 포지션 : 리드보컬, 리드댄서 - 활동기간 : 2005년 11월 6일 ~ (활동 중단)                                                                  |

## 수상내역
- 《2008》
  - 2008-05-19 : 1st Album '迷(Me)' 中 광동TV 음악차트 '아주신세력금곡방(亚洲新势力金曲榜)' 2주 연속1위
  - 2008-05-25 : 제5회 경가왕 시상식 '아시아 최고 인기 신인그룹상' 수상
  - 2008-06 : 1st Album '迷(Me)' 태국 음반판매량 집계 차트 'B2S TOP 20' 인터내셔널뮤직부문 1위(6월 둘째주)
  - 2008-06 : 1st Album '迷(Me)' 중국 소후닷컴 음악차트 'TOP IN MUSIC' 1위 (6월 둘째주)
  - 2008-11-15 : 제6회 동남경폭음악방(東南勁爆音樂榜) '최고 인기그룹상' 수상
  - 2008-11-16 : 제9회 CCTV-MTV음악성전(CCTV-MTV音乐盛典) '중국 최고그룹상' 수상
  - 2008-12-15 : 2008 성광대전(星光大典) 시상식 '중국 최고 인기 그룹상' 수상
  - 2008-12-22 : 제 4회 BQ2008 홍인방 시상식 '아시아 최고 그룹상' 수상
  - 2008-12-23 : 음악풍운방 신인성전 '중국 최고 신인 인기 그룹상' 수상
- 《2009》
  - 2009-09 : 1st Mini Album 'SUPER GIRL' 대만 음반판매량 집계차트 'G-MUSIC 風雲榜(펑윈방)', 'FIVE MUSIC' 1위 (9월 넷째주)
  - 2009-10 : 1st Mini Album 'SUPER GIRL' 중국 라디오방송국 MUSIC RADIO '중국 TOP 음악차트' 중국 음악부문 1위(10월 넷째주)
  - 2009-10 : 1st Mini Album 'SUPER GIRL' 중국 TV 음악차트 '음악풍운방(音樂風雲榜)' 중국음악부문 1위 (10월 넷째 주)
  - 2009-11 : 1st Mini Album 'SUPER GIRL' 필리핀 'MUSIC ONE TOP25' 전체 앨범차트(overall) 1위 (11월 둘째주)
  - 2009-11 : 1st Mini Album 'SUPER GIRL' 태국 채널 [V] 카운트다운 아시안 차트 2주 연속 1위 (11월 1주~2주)
- 《2011》
  - 2011-03 : 2nd Mini Album '太完美' 태국 최대 음반체인점 B2S 주간차트 ‘B2S TOP20’ 1위
  - 2011-03 : 2nd Mini Album '太完美 대만 라디오 음악차트 HIT FM 'Hito 排行榜' 1위 (3월 첫째주)
  - 2011-03 : 2nd Mini Album '太完美' 대만 음반판매량 집계차트 '쾅난(光南)', ‘CCR’ 1위 (3월 첫째주)
  - 2011-03 : 2nd Mini Album '太完美' 중국 TV 음악차트 '음악풍운방(音樂風雲榜)' 1위 (3월 첫째주)
  - 2011-04-09 : 대만 제 1회 HIT FM 전구유행음악금방(全球流行音樂金榜) 시상식 '최고 인기그룹상' 수상
  - 2011-05 : '太完美' Repackage Album 대만 음반판매량 집계차트 '쾅난(光南)' 2011년 연간차트 중국어 음반부문 2위
  - 2011-05 : '太完美' Repackage Album 대만 음반판매량 집계차트 'FIVE MUSIC', 'CCR', '쾅난(光南)' 주간차트 1위 (5월 첫째주)
- 《2013》
  - 2013-01 : 정규 2집 'Break Down' 빌보드 월드 앨범 차트 1위 (1월 4주)
  - 2013-12-22 : SUPER JUNIOR-M '제7회 바이두 페이디엔 시상식' 2013 바이두 최고그룹상 수상
- 《2014》
  - 2014-03-01 : 솔로 미니앨범 'Trap' 'IFPI 홍콩 음반 판매 대상(IFPI Hong Kong Top Sales Music Awards)' 시상식’ '한일 최대 판매 앨범상 수상
  - 2014-03-01 : 정규 2집 'Break Down(Korean Ver.)' 'IFPI 홍콩 음반 판매 대상(IFPI Hong Kong Top Sales Music Awards)' 시상식' '한일 최대 판매 앨범상 수상'
  - 2014-03-23 : 3rd Mini Album 'SWING' 중국 온라인 동영상 사이트 아이치이(愛奇藝) 뮤직차트 중국어 부문 1위
  - 2014-03-29 : 3rd Mini Album 'SWING' 중국 최초의 음악 순위 프로그램 CCTV ‘글로벌 중문음악 방상방’ 사상 첫 1위
  - 2014-03-30 : 3rd Mini Album 'SWING' 중국 온라인 동영상 사이트 아이치이(愛奇藝) 뮤직차트 중국어 부문 1위

## 팬미팅

### 2011 Super Junior-M Fan Party "Perfection"
| 개최일          | 도시     | 국가   | 개최지        |
| --------------- | -------- | ------ | ------------- |
| 2011년 6월 6일  | 타이베이 | 타이완 | 국제회의중심  |
| 2011년 8월 16일 | 베이징   | 중국   | 우커송 체육관 |

### 2013 Super Junior-M Fan Party "Break Down"
| 개최일          | 도시     | 국가   | 개최지                  |
| --------------- | -------- | ------ | ----------------------- |
| 2013년 1월 19일 | 난징     | 중국   | 난징 올림픽 스포츠 센터 |
| 2013년 2월 16일 | 방콕     | 태국   | 썬더 돔                 |
| 2013년 2월 21일 | 타이베이 | 타이완 | 타이완국립대학교 체육관 |
| 2013년 2월 22일 | 타이베이 | 타이완 | 타이완국립대학교 체육관 |
| 2013년 2월 23일 | 타이베이 | 타이완 | 타이완국립대학교 체육관 |
| 2013년 2월 24일 | 청두     | 중국   | 사천성 체육관           |
| 2013년 3월 2일  | 상하이   | 중국   | 상하이 대무대           |
| 2013년 4월 14일 | 베이징   | 중국   | 캐피탈 인도어 스타디움  |

## 같이 보기
- 슈퍼주니어
- SM 엔터테인먼트